# Țărățel, Hunedoara
Țărățel (în maghiară Cserecsel) este un sat ce aparține municipiului Brad din județul Hunedoara, Transilvania, România.

## Geologie
La nord de Țărățel se găsesc câteva lentile importante de silicolite, care conțin probabil metale rare, în vecinătatea sanatoriului.

## Istoric
Pe Harta Iosefină a Transilvaniei din 1769-1773 (Sectio 150) apare sub numele de Cserecsel.

## Galerie de imagini

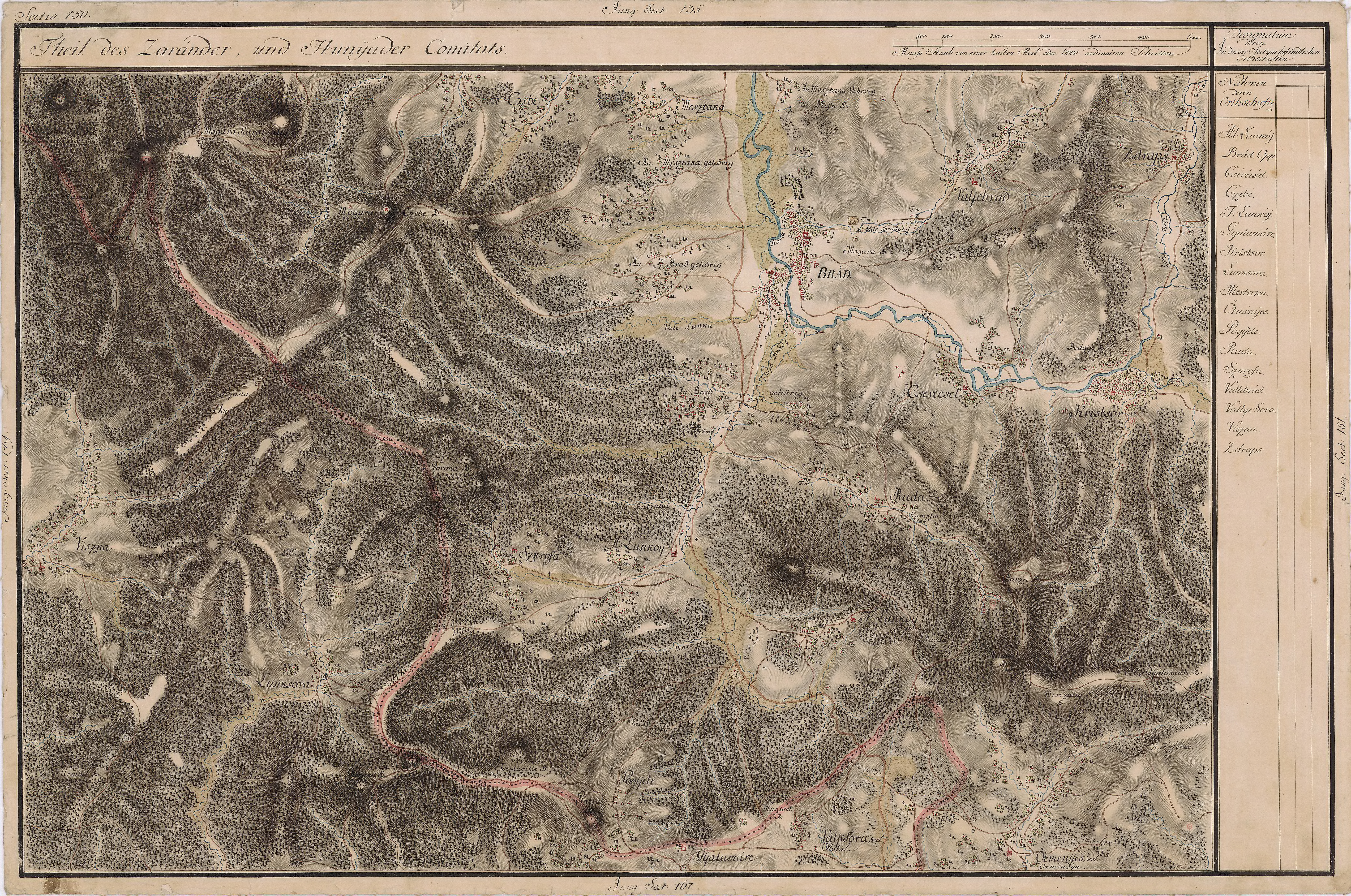
Țărățel ("Cserecsel") pe Harta Iosefină a Transilvaniei, 1769-73
Amplasamentul satului Țărățel
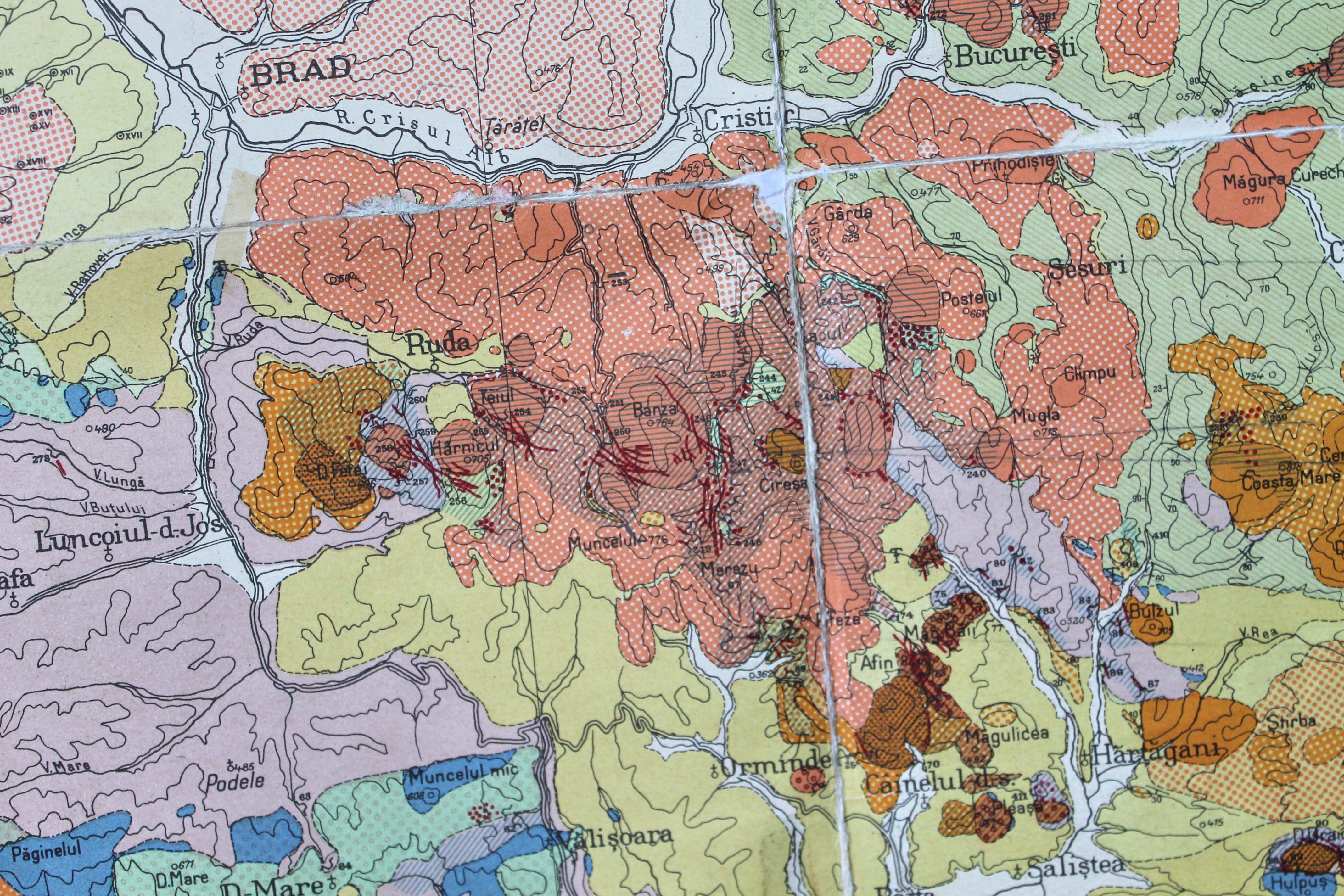
Geologia zonei Brad-Țărățel-Ruda-Crișcior (T.P.Ghițulescu & M.Socolescu, 1941)